# Christian Langer (Eishockeyspieler)
Christian Langer (* 11. Juli 1969 in Hamburg) ist ein ehemaliger deutsch-schweizerischer Eishockeyspieler, der während seiner aktiven Laufbahn für den SC Rapperswil-Jona, SC Bern und EHC Chur in der Nationalliga A und die Frankfurt Lions in der Deutschen Eishockey Liga spielte und 1997 mit dem SC Bern die Schweizer Meisterschaft gewann.

## Karriere
Der auf der Position des Verteidigers agierende deutsch-schweizerische Doppelbürger Christian Langer spielte in seiner Jugend für den SC Rapperswil-Jona, für den er im Verlauf der Saison 1986/87 in der Nationalliga B debütierte. 1994 gelang der Aufstieg in die Nationalliga A. Nachdem er in der darauffolgenden Spielzeit mit dem SC Rapperswil-Jona den Ligaerhalt in der höchsten Spielklasse sichergestellt hatte, verliess der rechts schiessende Verteidiger den Club und wechselte in die Hauptstadt zum SC Bern.
Mit dem Stadtberner Verein gewann der aus Hamburg stammende Akteur in der Saison 1996/97 im Trikot der Mutzen die Schweizer Meisterschaft. Er absolvierte noch eine weitere Saison im Dress der Berner, in der die Titelverteidigung nicht gelang. Anschliessend kehrte er nach Rapperswil zurück. Für die Saison 1999/2000 wurde Langer von den Frankfurt Lions aus der Deutschen Eishockey Liga verpflichtet. Seine Profilaufbahn liess er im darauffolgenden Spieljahr beim NLA-Club EHC Chur ausklingen.

## Erfolge und Auszeichnungen
- 1997 Schweizer Meister mit dem SC Bern